# Steven Cook
Steven Cook, född 11 juli 1968, en amerikansk längdåkare.

## Vinster
- Paralympiska vinterspelen 2006   
  - Guld, längdskidåkning 5 km stående
  - Guld, längdskidåkning 10 km stående
  - Brons, längdskidåkning 20 km stående